# Nikolaevo (Pleven)
Nikolaevo es un pueblo en el norte de Bulgaria. Se encuentra en el municipio de Pleven, provincia de Pleven.

## Geografía
El río Chernyalka pasa por el pueblo. Aves raras, que figuran en el Libro Rojo de la Naturaleza, anidan a lo largo de su valle.

## Historia
El antiguo nombre del pueblo es Pūrdilovo. Esto se afirma en el diccionario de los hermanos Danchov. "Pūrdilo" es el nombre del redil de ovejas.

## Hitos culturales y naturales
La fiesta del pueblo se celebra el 24 de mayo. Esta es una tradición del pasado lejano. En el Día de San Nicolás, tradicionalmente se consagra agua en la iglesia de San Nicolás. Nicolás el hacedor de milagros.

## Personalidades
- Tono Lazarov Tonov, poeta búlgaro.
- Neda Antonova, escritora búlgara.